# 藤本真佐
藤本 真佐（ふじもと しんすけ、1967年 - ）は、日本の実業家。千葉県船橋市出身。

## 略歴
1993年青山学院大学経営学部卒業。大学在学中にマーケティング会社を起業。イベント企画、商品開発、人材採用コンサルなどを行う。1994年、創業者の一人としてデジタルハリウッド設立に参画後、1996年、Web総合インテグレーション会社アイ・エム・ジェイを創業。森喜朗元首相は妻の父親であり義父である。
1999年、兼任でツタヤオンラインを創業。2002年7月、デジタルハリウッドCEO。2011年7月、株式会社Platform ID 取締役。
2018年8月、ステージ4Aの中咽頭癌と診断され、10月から11月にかけて摘出手術を受ける。しかし、2019年1月初旬に再発し、2月から3月にかけて舌と喉頭の全摘出手術を受けた（身体障害者3級）。

## テレビ番組
- 日経スペシャル ガイアの夜明け 規制のカベを突き破れ 〜検証! 構造改革特区〜（2004年7月27日、テレビ東京）[4]。- 構造改革特区によってスタートさせた、日本で初めての「株式会社立大学院」を取材。